# عبابيغلو
عبابيغلو (بالإنجليزية: Eba Beyglu)‏ هي قرية تقع في أردبيل في إيران. يقدر عدد سكانها بـ 274 نسمة بحسب إحصاء 2016.